# Zalnando
Zalnando (sinh ngày 25 tháng 12 năm 1996, ở Cimahi) là một cầu thủ bóng đá người Indonesia thi đấu ở vị trí hậu vệ trái cho Sriwijaya ở Liga 1.

## Sự nghiệp

### Sriwijaya F.C.
Zalnando nằm trong đội hình Sriwijaya cho Indonesia Soccer Championship A 2016. Zalnando có màn ra mắt trước Persiba Balikpapan ở vòng 2 của ISC A.

## Sự nghiệp quốc tế
Zalnando ra mắt cho đội tuyển quốc gia thi đấu cho U-16 Indonesia tại Giải vô địch bóng đá U-16 Đông Nam Á 2011  Và Zalnando thi đấu cho U-23 tại Sea Games 2015. Và anh được lựa chọn trong đội hình 
Anh có màn ra mắt quốc tế cho đội tuyển quốc gia Indonesia ngày 21 tháng 3 năm 2017, trước Myanmar, khi anh vào sân từ ghế dự bị.